# Меркулов Всеволод Миколайович
Меркулов Всеволод Миколайович (25 жовтня (6 листопада) 1895 , Загаталаd, Російська імперія  — 23 грудня 1953 , Москва ) — радянський державний і політичний діяч, генерал армії (09.07.1945, переатестація з комісара ГБ 1-го рангу (04.02.1943)). Керівник ГУГБ НКВС СРСР (1938—1941), нарком (міністр) державної безпеки СРСР (1941, 1943—1946), міністр державного контролю СРСР (1950—1953). Входив до найближчого оточення Л. П. Берія, працював разом з ним з початку 1920-х років, користувався його особистою довірою. Член ЦК ВКП(б) у 1939—1946 роках. Кандидат у члени ЦК ВКП(б) у 1946—1953 роках. Депутат Верховної Ради СРСР 1—2-го скликань.

## Біографія
Народився в родині спадкового дворянина, капітана царської армії Миколи Олександровича Меркулова (1848—1908), який служив начальником Джаромухахської дільниці Закатальського округа. Мати Кетован Миколаївна, уроджена Цінамдзгврішвілі, дворянка, з грузинського князівського роду.
У 1913 році закінчив із золотою медаллю 3-тю чоловічу гімназію в Тифлісі. З вересня 1913 по жовтень 1916 року навчався на фізико-математичному факультеті Петербурзького університету (не закінчив). Одночасно працював репетитором, давав приватні уроки.
У жовтні 1916 року вступив до російської імператорської армії, по листопад 1916 року служив рядовим студентського батальйону в Петрограді. З листопада 1916 по березень 1917 року — юнкер Оренбурзької школи прапорщиків. З квітня по серпень 1917 року служив прапорщиком запасного полку в місті Новочеркаську. Прапорщик маршової роти в місті Ровно з вересня по жовтень 1917 року. З жовтня 1917 по січень 1918 року служив прапорщиком 331-го піхотного Орського полку 8-ї піхотної дивізії 16-го армійського корпусу 4-ї армії Південно-Західного фронту. Полк знаходився на Луцькому напрямку, в районі річки Стохід. Меркулов у бойових діях участі не брав.
У січні 1918 року через хворобу переїхав до Тифлісу. З березня по серпень 1918 року був безробітним, проживав у сестри, видавав рукописний журнал, друкуючи на шапірографі копії та продаючи їх по 3 рублі. З серпня 1918 по вересень 1921 року — діловод і вчитель в школі для сліпих у Тифлісі, де його мати працювала директором. У 1919 році вступив до товариства «Сокіл», де займався гімнастикою, брав участь у вечорах, самодіяльних спектаклях.

## В органах ЧК—ОДПУ
- З вересня 1921 по травень 1923 року — помічник уповноваженого, уповноважений, старший уповноважений економічного відділу НК при РНК  (рос. - ЧК при СНК) РСР Грузія.
- З 1923 по 23 січня 1925 року — начальник I-го відділення економічного відділу Повноважного представництва ОДПУ по ЗРФСР — НК при РНК ЗРФСР.
- У 1925 році — начальник інформаційно-агентурного відділу Повноважного представництва ОДПУ по ЗРФСР — НК при РНК ЗРФСР.
- Член ВКП(б) з вересня 1925 року.
- У 1925 — 20 липня 1926 року — начальник економічного відділу Грузинської НК при РНК РСР Грузія.
- 20 липня 1926 — 1927 року — начальник економічного відділу ДПУ при РНК РСР Грузія.
- У 1927 — лютому 1929 року — начальник відділу інформації, агітації та політичного контролю ДПУ при РНК РСР Грузія.
- У лютому 1929 — травні 1931 року — начальник секретно-оперативної частини та заступник голови ДПУ Аджарської АРСР. З 4 травня по липень 1930 року тимчасово виконував обов'язки начальника Аджарського обласного відділу ДПУ.
- З травня 1931 по 29 січня 1932 року — начальник секретно-політичного відділу Повноважного представництва ОДПУ по ЗРФСР і ДПУ при РНК ЗРФСР

## На партійній роботі
- З 12 листопада 1931 по лютий 1934 року — помічник секретаря Закавказького крайового комітету ВКП(б) і 1-го секретаря ЦК КП(б) Грузії.
- У березні 1934 року — листопаді 1936 року — завідувач відділу радянської торгівлі Закавказького крайового комітету ВКП(б).
- До листопада 1936 року — завідувач Особливого сектору Закавказького крайового комітету ВКП(б).
- З 11 листопада 1936 року по 9 вересня 1937 року — завідувач Особливого сектору ЦК КП(б) Грузії.
- З 22 липня 1937 року по жовтень 1938 року — завідувач промислово-транспортного відділу ЦК КП(б) Грузії.
- З 23 листопада 1937 року — член Бюро ЦК КП (б) Грузії.

## В НКВД і НКГБ
- У вересні 1938 року повертається на роботу в органи держбезпеки. 11 вересня 1938 Меркулову присвоєно спеціальне звання Комісар державної безпеки 3-го рангу (в той же день Берії присвоєно спеціальне звання Комісар державної безпеки 1-го рангу).
- З 29 вересня по 17 грудня 1938 року — заступник начальника ГУДБ НКВС СРСР.
- З 26 жовтня по 17 грудня 1938 року — начальник III-го відділу ГУДБ НКВС СРСР.
- З 17 грудня 1938 по 3 лютого 1941 року — перший заступник народного комісара внутрішніх справ СРСР — начальник Головного управління державної безпеки (ГУДБ) НКВС СРСР.
- З 21 березня 1939 по 23 серпня 1946 року — член ЦК ВКП (б).
- У жовтні 1940 року Берія і Меркулов зустрічалися з польськими військовослужбовцями на підмосковній дачі з метою створення армії Берлінга.
- У листопаді 1940 року Меркулов у складі делегації, очолюваної Молотовим відправився в Берлін на переговори з керівниками Німецької імперії. Він був присутній на сніданку, влаштованому Гітлером у Імперської канцелярії 13 листопада 1940 в честь радянської делегації. А ввечері того ж дня Молотов дав у відповідь вечерю в радянському посольстві в Берліні, на який крім Ріббентропа прибув і рейхсфюрер СС Гіммлер.
- У період з 3 лютого 1941 року по 20 липня 1941 і з 14 квітня 1943 по 7 травня 1946 року — народний комісар (з березня 1946 року — міністр) державної безпеки СРСР.
- З 31 липня 1941 по 16 квітня 1943 року — перший заступник народного комісара внутрішніх справ СРСР.
- З 17 листопада 1942 по 14 квітня 1943 року — начальник 1-го відділу НКВД СРСР.
- 4 лютого 1943 присвоєно спеціальне звання комісар державної безпеки 1-го рангу (спеціальні звання співробітників органів державної безпеки були скасовані Указом Президії Верховної Ради СРСР від 6 липня 1945 року).
- У 1943—1944 роках — Очолював «Комісію з попереднім розслідуванням так званої Катинської справи».
- 9 липня 1945 присвоєно військове звання генерал армії. (Постанова СНК СРСР № 1664).
- 7 травня 1946 року знятий з посади Міністра державної безпеки СРСР. Його місце зайняв Абакумов.
- З 23 серпня 1946 по 18 листопада 1953 року — кандидат в члени ЦК ВКП(б) — КПРС.

## У Головному управлінні радянського майна за кордоном
- З лютого по 25 квітня 1947 року — заступник начальника Головного управління радянського майна за кордоном при Міністерстві зовнішньої торгівлі СРСР.
- З 25 квітня 1947 по 27 жовтня 1950 року — начальник Головного управління радянського майна за кордоном при Раді міністрів СРСР по Австрії.

## У Міністерстві державного контролю
- З 27 жовтня 1950 до 16 грудня 1953 року — міністр державного контролю СРСР.

У Меркулова почалися проблеми зі здоров'ям. У 1952 році у нього стався перший інфаркт, а через чотири місяці — другий. Він довго перебував у лікарні. 22 травня 1953 рішенням Радміну СРСР Меркулову надано відпустку на чотири місяці за станом здоров'я.

## Арешт і смерть
- 18 вересня 1953 був заарештований у зв'язку зі справою Берії. Він утримувався в одиночній камері в Бутирці.
- 18 листопада 1953 опитуванням виведений зі складу кандидатів у члени ЦК КПРС.
- 16 грудня 1953 офіційно знятий з посади міністра «через те що Прокуратурою СРСР розкриті злочинні, антидержавні дії Меркулова в період його роботи в органах МДБ і МВС СРСР».
- 23 грудня 1953 разом з Берією та іншими засуджений Військовою колегією Верховного Суду СРСР за ст. 58-1 «б», 58-7, 58-8, 58-11 КК РРФСР до вищої міри покарання — смертної кари і в той же день розстріляний о 21 годині 20 хвилин. Похований на Донському кладовищі.

## Звання
- комісар державної безпеки 3-го рангу (11.09.1938)
- комісар державної безпеки 1-го рангу (4.02.1943)
- генерал армії (9.07.1945)

## Нагороди
- Орден Леніна (26.04.1940)
- Орден Червоного Прапора (3.11.1944)
- Орден Кутузова І ст. (18.03.1944)
- Орден Республіки (Тува) (18.08.1943)
- 9 медалей
- Нагрудний знак «Почесний працівник ВНК-ОДПУ (V)» (1931)

Указом Президії Верховної Ради СРСР від 31 грудня 1953 року позбавлений військового звання генерал армії і державних нагород.